# Крехенберг
Крехенберг (њем. Krähenberg) општина је у њемачкој савезној држави Рајна-Палатинат. Једно је од 84 општинска средишта округа Југозападни Палатинат. Према процјени из 2010. у општини је живјело 155 становника. Посједује регионалну шифру (AGS) 7340216.

## Географски и демографски подаци
Крехенберг се налази у савезној држави Рајна-Палатинат у округу Југозападни Палатинат. Општина се налази на надморској висини од 365 метара. Површина општине износи 4,4 km². У самом мјесту је, према процјени из 2010. године, живјело 155 становника. Просјечна густина становништва износи 35 становника/km².